# Rahman (apellido)

Rahman en caligrafía.

Rahman o Rehman (en árabe: رحمن, romanizado: Raḥmān) es un apellido de origen árabe y hebreo que significa «benigno», «misericordioso», «rey» o «señor», basado en la raíz triconsonántica R-Ḥ-M. Con la nisba (un sufijo onomástico árabe), el nombre se convierte en Rehmani, que significa «descendiente del benigno» o «del misericordioso». Este apellido también es utilizado por algunas personas de la comunidad Sayyid, así como por pashtunes en India y Pakistán.
El nombre Rahman/Rehman no representa ninguna religión, pero es un nombre común. En el Islam, Ar-Rahman (El Más Misericordioso) es uno de los Nombres de Dios y también el nombre de una sura.